# Ruta de Illinois 70
La Ruta de Illinois 70, y abreviada IL 70 (en inglés: Illinois Route 70) es una carretera estatal estadounidense ubicada en el estado de Illinois. La carretera inicia en el oeste desde la IL 75     en Durand hacia el este en la US 20     en Rockford. La carretera tiene una longitud de 30,6 km (19.01 mi).

## Mantenimiento
Al igual que las autopistas interestatales, y las rutas federales y el resto de carreteras estatales, la Ruta de Illinois 70 es administrada y mantenida por el Departamento de Transporte de Illinois por sus siglas en inglés IDOT.